# Ailuroedus maculosus
L'uccello gatto maculato (Ailuroedus maculosus Ramsay, 1875) è un uccello passeriforme della famiglia Ptilonorhynchidae.

## Etimologia
Il nome scientifico della specie, maculosus, deriva dal latino e significa "maculato", in riferimento alla livrea: il nome comune di questi uccelli altro non è che la traduzione di quello scientifico.

## Descrizione

### Dimensioni
Misura 29 cm di lunghezza, per 140-205 g di peso: a parità d'età, i maschi sono leggermente più grossi e robusti rispetto alle femmine.

### Aspetto
Si tratta di uccelli dall'aspetto massiccio e robusto, muniti di testa piccola e arrotondata con becco forte e robusto di forma conica, lievemente ricurvo verso il basso nella sua parte distale, zampe allungate e robuste, ali lunghe e digitate e coda piuttosto lunga, sottile e di forma rettangolare.
Il piumaggio si presenta di colore bruno screziato su fronte, vertice e nuca, mentre la faccia è di colore bruno-olivastro chiaro, con presenza di un'area di colore grigio-nerastro alla base del becco, sulle guance e di una banda dello stesso colore che, partendo dall'area dietro l'occhio, raggiunge il bruno nucale. Il petto ed i fianchi sono dello stesso colore della faccia, con le singole penne orlate di verde, mentre il ventre manca di tale effetto screziato ed è più chiaro: anche il dorso è bruno-olivastro ocn orli delle penne verdi (a dare un effetto maculato al quale la specie deve sia il nome comune che il nome scientifico), mentre ali, groppa e coda sono di colore verde scuro.
Il becco è di color avorio con sfumature grigio-azzurrine, e le zampe si presentano di quest'ultimo colore: gli occhi sono invece di colore rosso cupo. 

## Biologia
Si tratta di uccelli diurni che vivono in coppie, delimitando un territorio di un paio d'ettari, che viene difeso dai conspecifici soprattutto durante il periodo degli amori, mentre durante il resto dell'anno questi animali possono tollerare il passaggio nel proprio territorio di individui isolati: nei confronti delle altre specie, gli uccelli gatto maculati sono piuttosto guardinghi, tendendo a rifugiarsi nel folto della vegetazione al minimo cenno di pericolo e comparendo solo qualora l'intruso si avvicini eccessivamente al nido durante la stagione riproduttiva.

La maggior parte della giornata viene dedicata alla ricerca del cibo ed al pattugliamento del territorio, partendo dai rami bassi di arbusti ed alberi e salendo verso la canopia. Le coppie passano insieme la vita, e rinsaldano il proprio legame tramite il grooming, lo scambio di cibo e vocalizzando congiuntamente per avvertire eventuali intrusi di non sconfinare nel territorio.
I richiami di questi uccelli sono lievemente differenti rispetto a quelli delle altre specie affini di uccello gatto, rispetto ai quali suonano più veloci.

### Alimentazione
L'uccello gatto testafulva è virtualmente onnivoro, cibandosi tuttavia principalmente di frutta e bacche, ma mangiando senza problemi anche altri alimenti sia di origine vegetale (granaglie, semi, linfa, foglioline, germogli, fiori) che animale (grossi invertebrati e piccoli vertebrati).

### Riproduzione

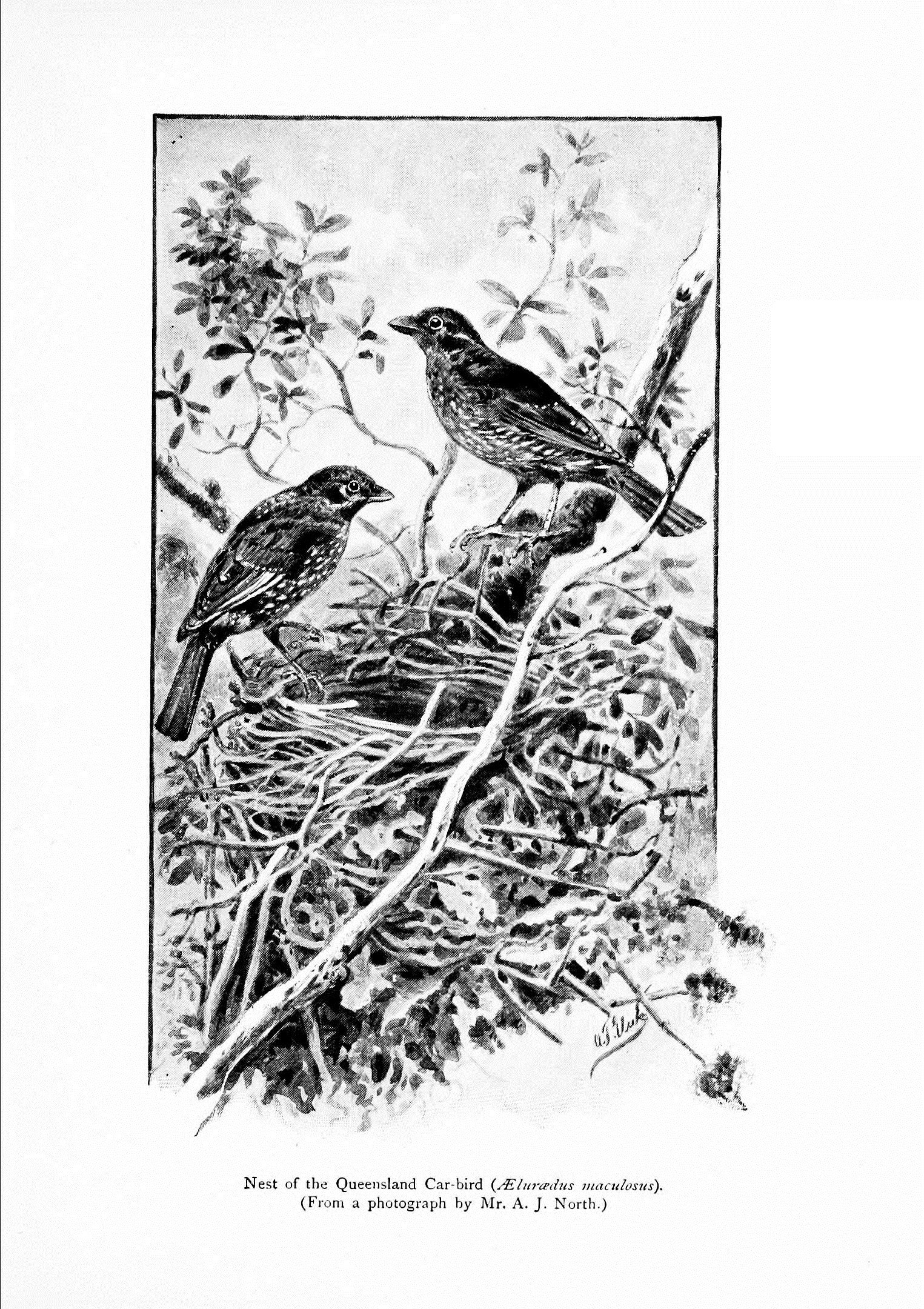
Illustrazione di nido.

La stagione riproduttiva va da agosto a marzo: si tratta di uccelli monogami.
Il corteggiamento prevede che i due partner saltellino in maniera concitata fra i rami di un albero, col maschio che emette incessantemente delle corte note metalliche ed acute, cominciando a girare attorno alla femmina (solitamente con del cibo nel becco) quando essa si ferma: a quel punto, il maschio allunga il collo verso l'alto con le penne di quest'ultimo arruffare, montando la femmina e dopo porgendole il cibo.
Il nido, costruito dalla sola femmina, è molto spesso e massiccio, edificato con un'impalcatura di rametti e fibre vegetali foderata rima con schegge di legno marcescente e fango e poi con foglie morte. I nidi vengono costruiti nel folto della vegetazione arborea: non di rado, la coppia costruisce un nuovo nido attaccato a quello dell'anno precedente, o addirittura al di sopra di esso.

All'interno del nido, la femmina depone 1-3 uova di color bianco crema, che provvede a covare per 22-23 giorni: durante questo periodo, essa viene imbeccata e protetta dal maschio, che cerca di sviare eventuali intrusi comparendo all'improvviso dalla vegetazione emettendo i caratteristici richiami miagolanti, facendosi seguire lontano dal nido.

I pulli schiudono ciechi ed implumi: essi vengono accuditi da ambedue i genitori, che li imbeccano abbondantemente con invertebrati e pezzi di piccoli vertebrati. In tal modo, i giovani s'involano a 19-20 giorni dalla schiusa, pur continuando a seguire i genitori nei loro spostamenti (chiedendo loro sempre più sporadicamente l'imbeccata) prima di allontanarsene in maniera definitiva e disperdersi.

## Distribuzione e habitat
L'uccello gatto testafulva è endemico dell'Australia nord-orientale, della quale popola la porzione della Grande Catena Divisoria nell'entroterra di Ingham, nel Queensland nord-orientale.
L'habitat di questi uccelli è rappresentato dalla foresta pluviale temperata pedemontana e montana, con predilezione per le aree di foresta primaria o anche secondaria, purché ben matura.

## Tassonomia
Fino a tempi recenti, l'uccello gatto maculato veniva considerato una sottospecie dell'uccello gatto guancenere: gli esami di carattere genetico hanno tuttavia evidenziato la distanza filetica fra i due taxa, ritenuta tale da giustificare l'elevazione di questi uccelli al rango di specie a sé stante.
La specie è monotipica.